# Kasteel van La Bastie d'Urfé
Het kasteel van La Bastie d'Urfe (Frans: Château de la Bastie d'Urfé) is gesitueerd bij de plaats Saint-Étienne-le-Molard in het Franse departement Loire. Een van de beroemdste bewoners van het kasteel was Honoré d'Urfé, de schrijver van het werk L'Astrée.

## Geschiedenis

### Middeleeuwen
Het oorspronkelijke kasteel werd gesticht als een kapelletje aan de oevers van de rivier de Lignon door de monniken van de priorij van Champdieu in de 11de eeuw. Later werd er een versterkt woonhuis naast de bestaande kapel gebouwd dat voorzien was van een eigen gracht en ophaalbrug. Na het huwelijk van Arnold d'Urfé met Marguerite de Marcilly kwam het versterkte woonhuis in het eigendom van de familie d'Urfé die haar intrek in het kasteel nam. Oorspronkelijk kwam de familie d'Urfé uit de buurt van de plaats Champoly waar hun voorouderlijk slot lag. Het heeft enige tijd geduurd voordat de familie d'Urfé zich definitief in La Bastie d'Urfé vestigde. Het was Peter II d'Urfé die zich in 1483 permanent vestigde in het kasteel. De rijkdom van de familie werd in die tijd dusdanig vergroot dat ze in de nabije omgeving een franciscanerklooster stichtte.

### Renaissance
De familie d'Urfé was generaties lang in dienst van de Franse koningen en voerde het ambt van baljuw uit in Forez. Uiteindelijk was Claude d'Urfé, die in dienst was van de koningen Frans I en Hendrik II van Frankrijk, die het kasteel verbouwde en verfraaide in zijn huidige staat. Zijn eerste project was het verdubbelen van de rechtervleugel door twee open galerijen boven elkaar te plaatsen en die te verbinden met de oprit. Een van de kamers in de rechtervleugel liet Claude d'Urfé inrichten als een grot en hij liet de kamer versieren met vele rocailles. Een van de andere kamers op de vleugel is ingericht als kapel. De verbouwingen zijn zeer waarschijnlijk voltooid in 1558, voordat Claude d'Urfé naar Italië afreisde als ambassadeur van de Franse koning.

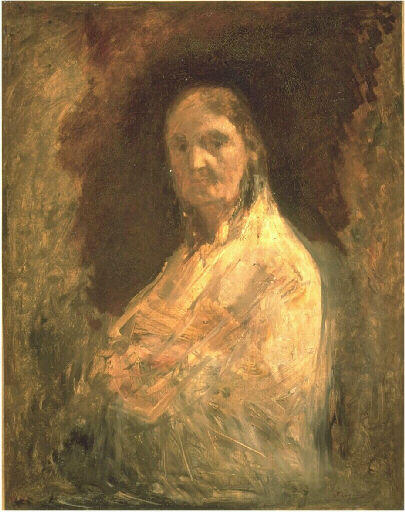
Caroline Elisabeth Lagrange, geschilderd door Jean-Baptiste Carpeaux.

De linkervleugel is een decennium later gereed gekomen. Ook is er in die tijd de tuin aangelegd met het nog bestaande prieel. Het prieel in de tuin is ontworpen door Claude d'Urfé zelf en behoort tegenwoordig nog steeds tot een van de oudst bewaard gebleven prieeltjes in Frankrijk. In de 17de eeuw leefde Honoré d'Urfé, een kleinzoon van Claude d'Urfe, in het kasteel en hij liet zich door de naaste natuur inspireren voor zijn roman L'Astrée. Vele locaties uit het boek zijn dan ook nog steeds terug te vinden in de nabije omgeving van het kasteel.

### Latere periode
In 1836 kochten graaf en gravin Caroline Lagrange en haar man Louis Alix de Nompère de Champagny het kasteel van de inmiddels bankroete familie, maar ze maakten zelf zelden gebruik van het kasteel, waardoor het gebouw langzamerhand in verval raakte. De inventaris van de kapel is in 1874 verkocht. De schilderijen uit de kapel zijn tegenwoordig weer te bewonderen in het kasteel. De altaarpanelen zijn echter verhuisd naar het Metropolitan Museum of Art in New York. Vanaf 1909 is het kasteel in het eigendom gekomen van het Genootschap Historisch en Archeologisch Forez: La Diana. Gedurende de 20ste eeuw heeft het genootschap het kasteel weer in haar oude staat hersteld en voor bezichtiging opengesteld.

## Tuinen
In de periode tussen 1993 en 1998 is er uitgebreid onderzoek gedaan naar de geschiedenis van de tuin van het kasteel. Aan de hand van de bevindingen is de oprijlaan van het kasteel hersteld zoals hij in het begin van de 19de was. De vroeg 18de-eeuwse tuin die verder om het kasteel heen ligt is geometrisch en symmetrisch aangelegd. De tuin is door verschillende buxushagen verdeeld in 16 verschillende compartimenten. In het middelpunt van de tuin ligt een "rotonde" met een wit marmeren fontein die een afbeelding voorstelt van de ware liefde. Ook is er naast het kasteel een doolhof en een vijver gelegen dat deel uitmaakt van de tuinen rond het kasteel.

## Galerij

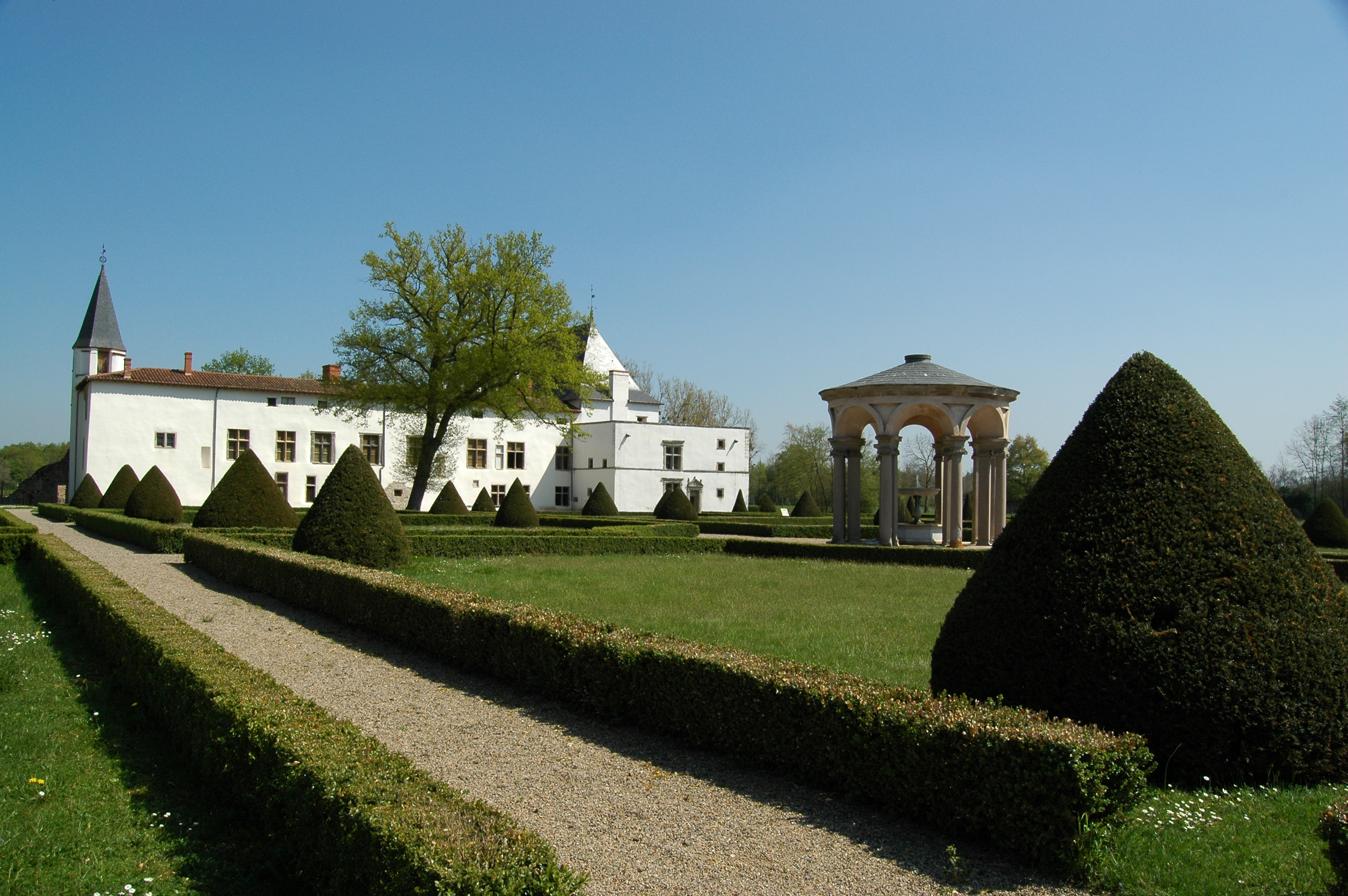
De tuinen van het kasteel
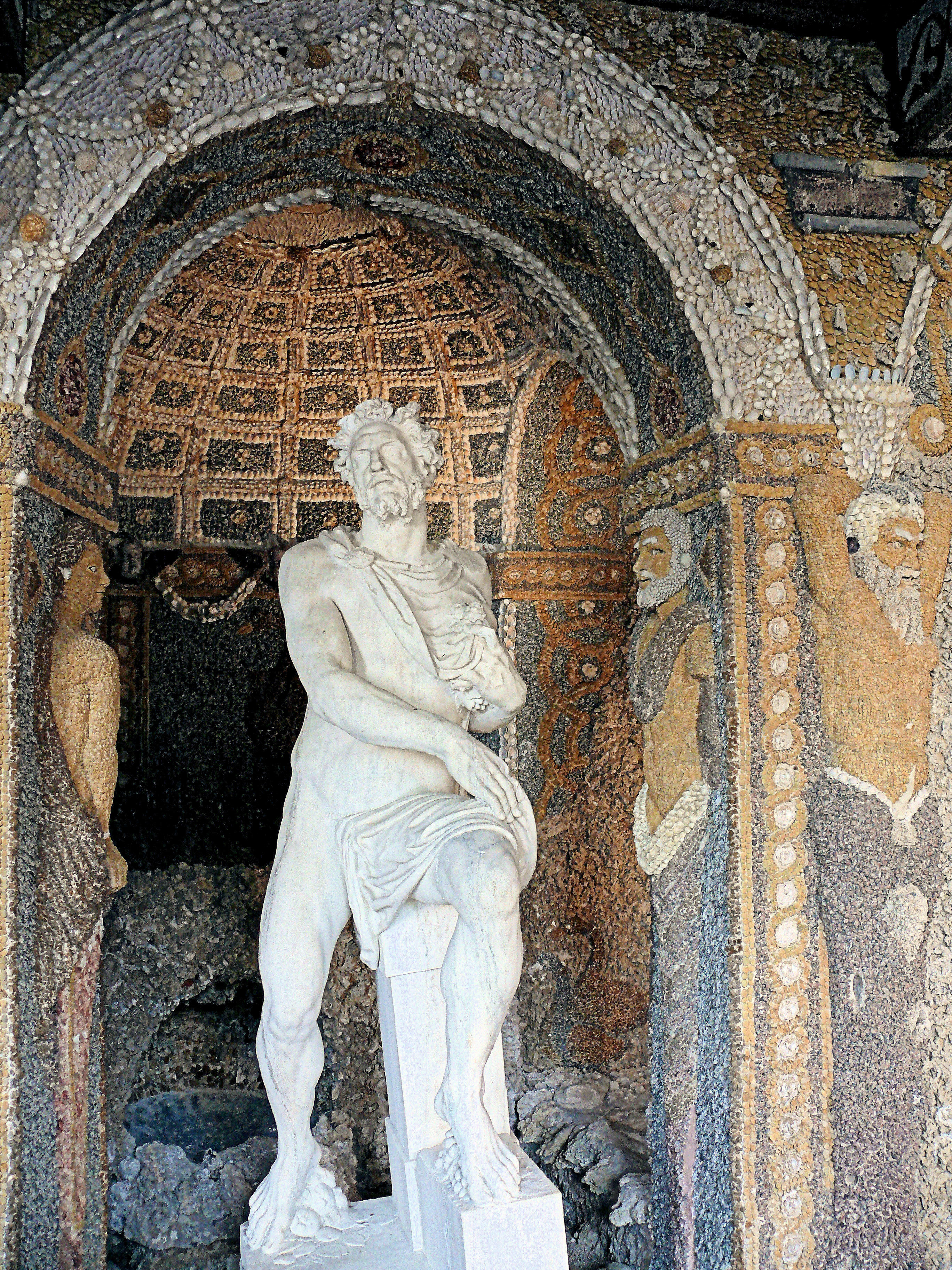
Marmeren standbeeld in de grot
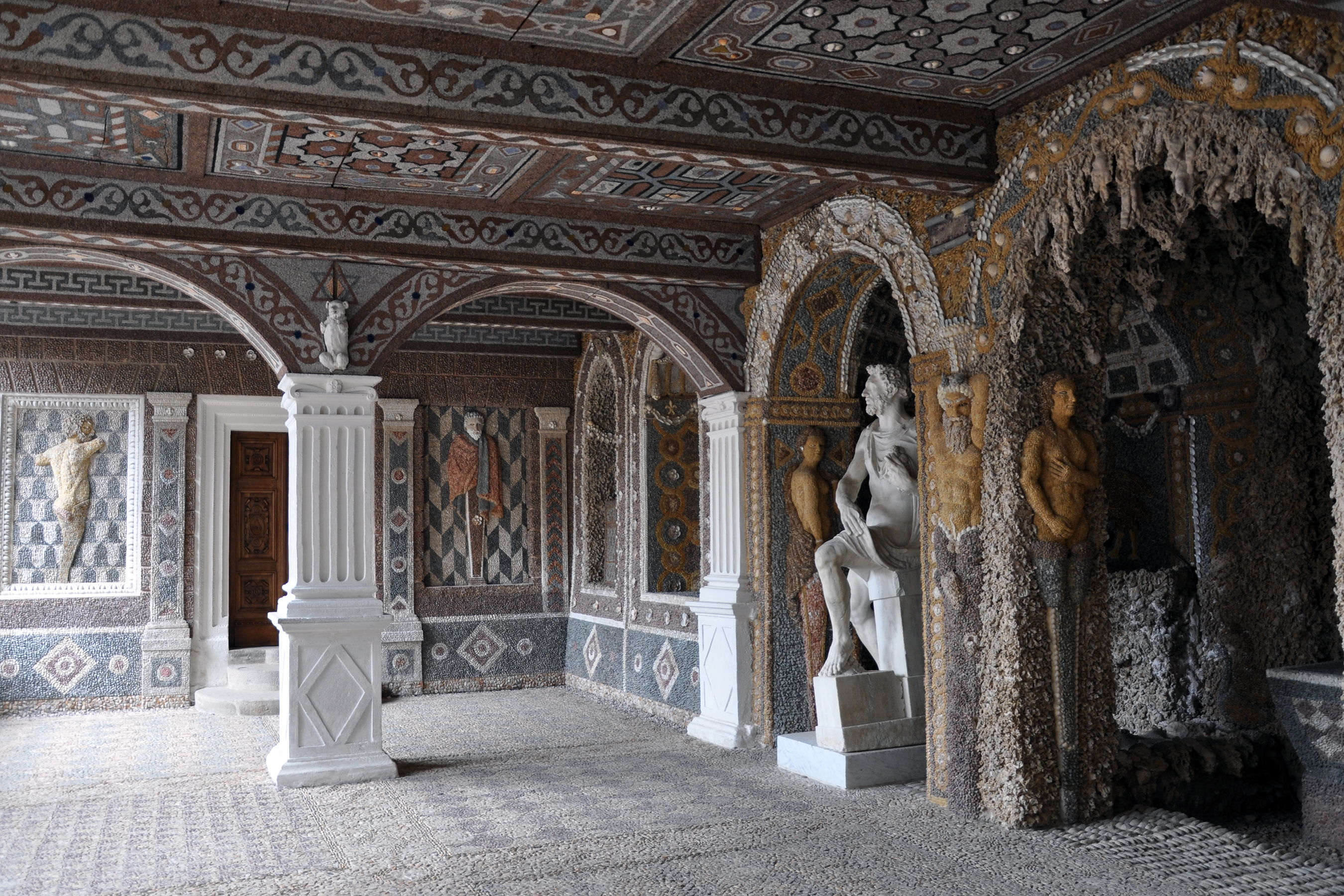
Het soutterain
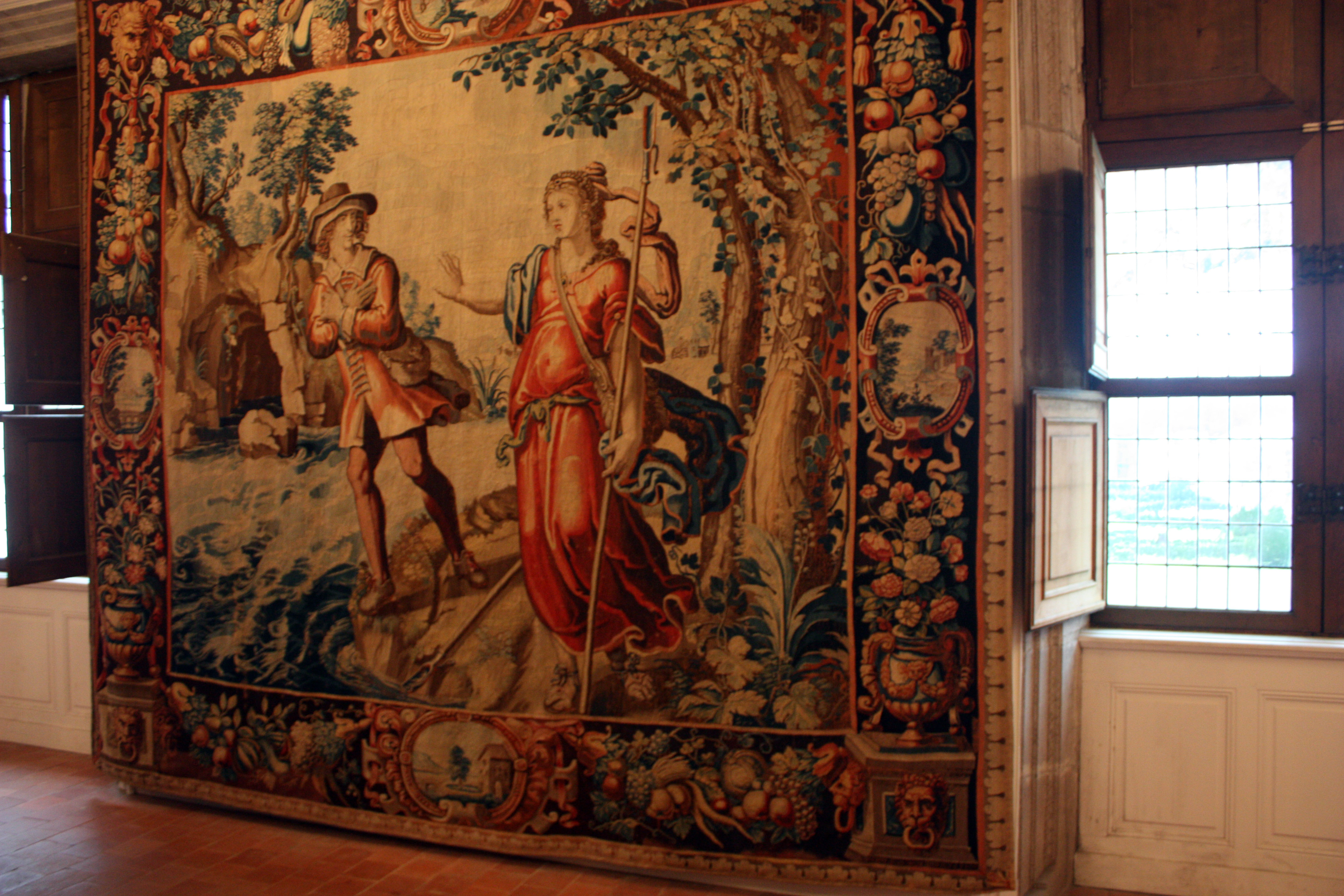
Wandtapijt met een voorstelling uit L'Astrée
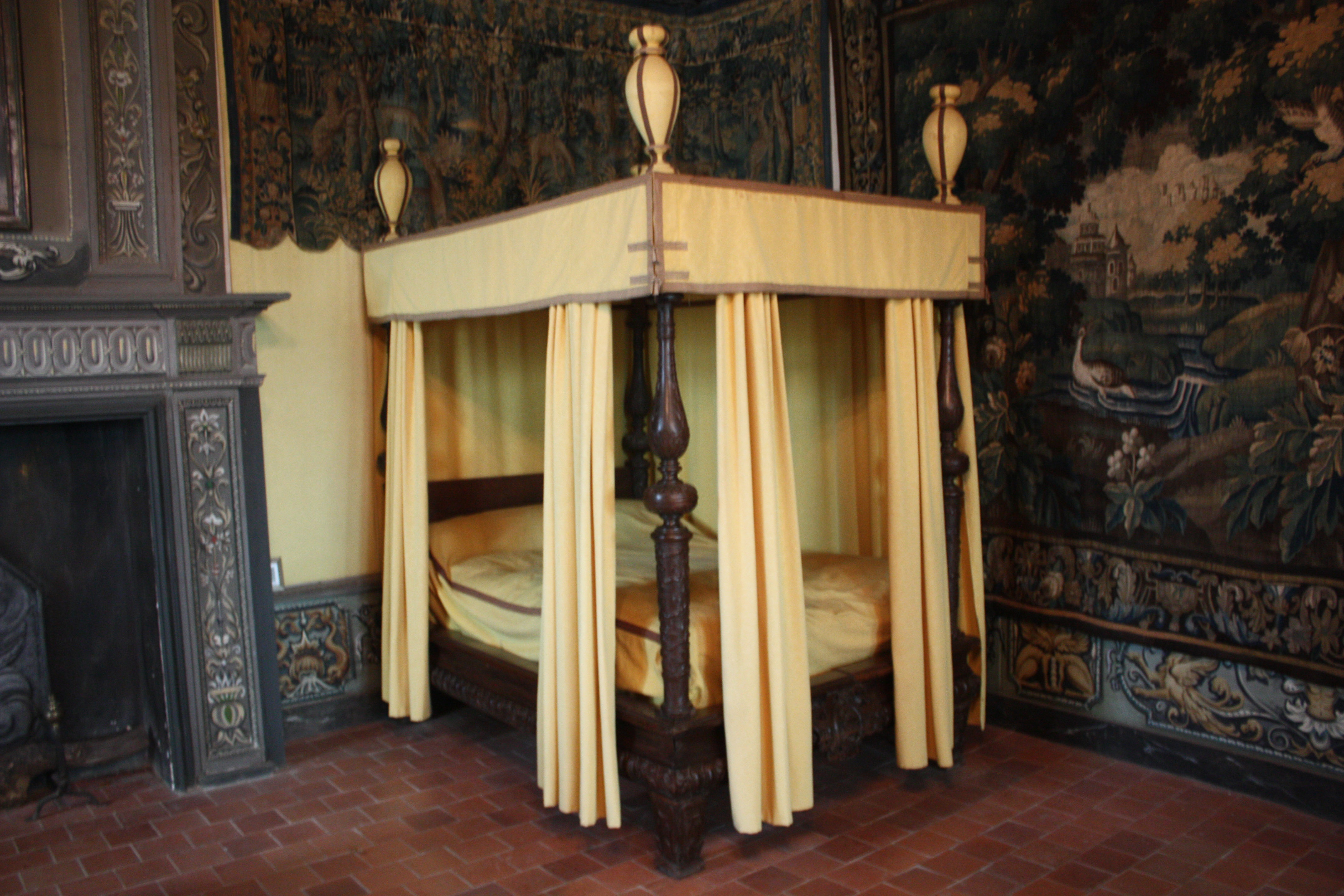
Slaapkamer
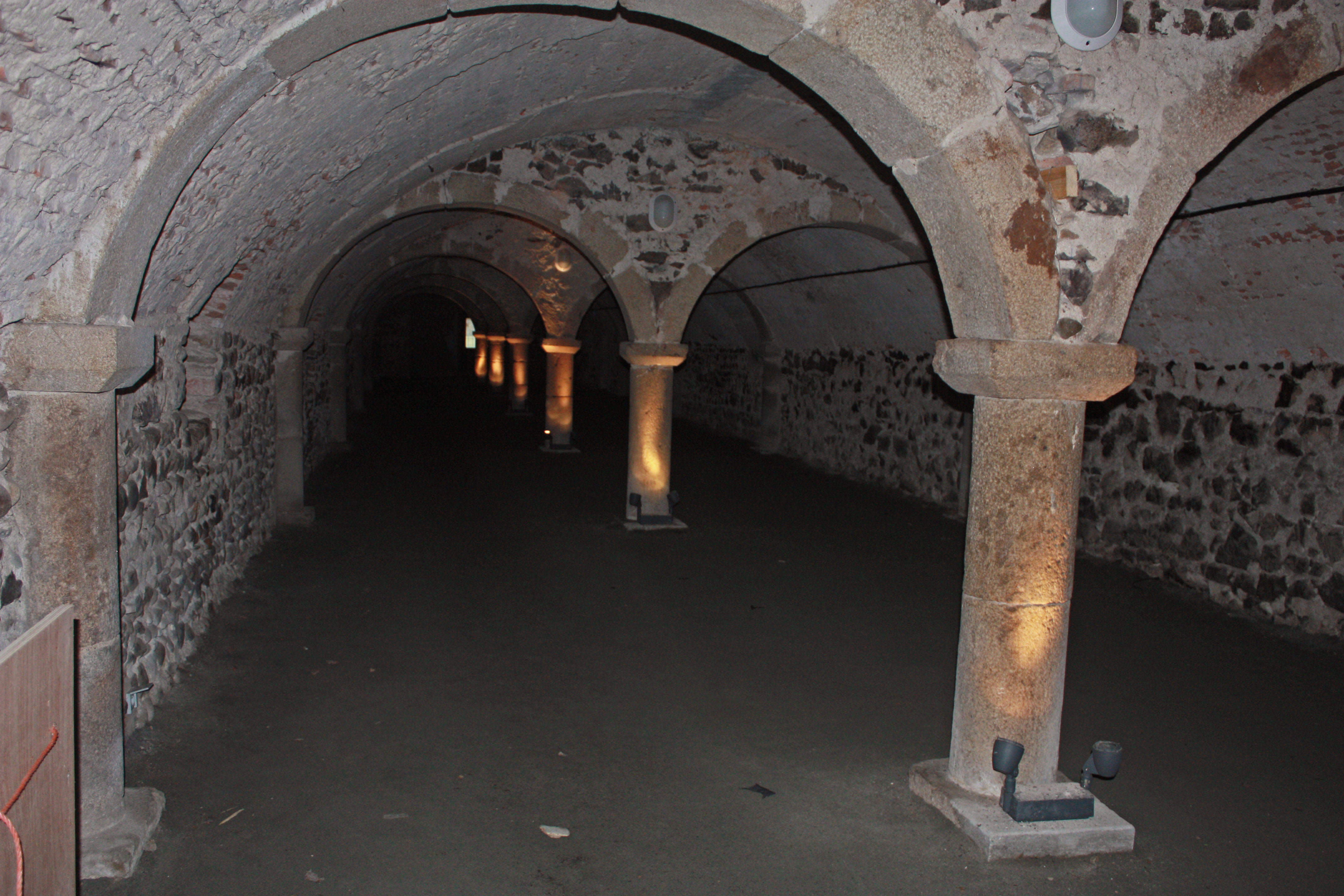
De graankelders

## Evenementen
In de zomer is bij het kasteel het festival De Nachten van de La Bastie d'Urfé, een multidisciplinair kunstfestival waarin onder andere vormen als theater, klassieke muziek en film te zien zijn. Ook neemt het kasteel deel aan het evenement van de Europese nacht van musea. Het kasteel is dan in de nacht geopend voor bezoekers.